# Mecze reprezentacji Polski w piłce siatkowej mężczyzn w Pucharze Wielkich Mistrzów

## Mecze Polski

### Puchar Wielkich Mistrzów 2009
| Nr | Przeciwnik | Miejsce | Data         | Wynik (Polska-przeciwnik)               | Impreza  | Raport |
| -- | ---------- | ------- | ------------ | --------------------------------------- | -------- | ------ |
| 1  | Japonia    | Osaka   | 18 listopada | 2:3 (25:22, 15:25, 25:21, 21:25, 10:15) | I runda  |        |
| 2  | Kuba       | Osaka   | 19 listopada | 1:3 (25:22, 18:25, 18:25, 22:25)        | I runda  |        |
| 3  | Brazylia   | Nagoja  | 21 listopada | 0:3 (17:25, 17:25, 18:25)               | II runda |        |
| 4  | Iran       | Nagoja  | 22 listopada | 3:1 (25:23, 18:25, 28:26, 25:23)        | II runda |        |
| 5  | Egipt      | Nagoja  | 23 listopada | 3:0 (25:19, 26:24, 25:22)               | II runda |        |

## Bilans spotkań według krajów
| Lp.   | Reprezentacja | Liczba meczów | Wygrane | Wygrane | Wygrane | Przegrane | Przegrane | Przegrane | Bilans meczów wygrane:przegrane | Bilans setów wygrane:przegrane |
| Lp.   | Reprezentacja | Liczba meczów | 3:0     | 3:1     | 3:2     | 2:3       | 1:3       | 0:3       | Bilans meczów wygrane:przegrane | Bilans setów wygrane:przegrane |
| ----- | ------------- | ------------- | ------- | ------- | ------- | --------- | --------- | --------- | ------------------------------- | ------------------------------ |
| 1     | Brazylia      | 1             | 0       | 0       | 0       | 0         | 0         | 1         | 0:1                             | 0:3                            |
| 2     | Egipt         | 1             | 1       | 0       | 0       | 0         | 0         | 0         | 1:0                             | 3:0                            |
| 3     | Iran          | 1             | 0       | 1       | 0       | 0         | 0         | 0         | 1:0                             | 3:1                            |
| 4     | Japonia       | 1             | 0       | 0       | 0       | 1         | 0         | 0         | 0:1                             | 2:3                            |
| 5     | Kuba          | 1             | 0       | 0       | 0       | 0         | 1         | 0         | 0:1                             | 1:3                            |
| Razem | Razem         | 5             | 1       | 1       | 0       | 1         | 1         | 1         | 2:3                             | 9:10                           |

Aktualizacja po PWM 2009.

## Bilans spotkań według edycji
| Rok   | Edycja | Miejsce | Liczba meczów | Zwycięstwa | Porażki | Sety | Trener            |
| ----- | ------ | ------- | ------------- | ---------- | ------- | ---- | ----------------- |
| 2009  | V      | 4.      | 5             | 2          | 3       | 9:10 | Daniel Castellani |
| Razem | Razem  | Razem   | 5             | 2          | 3       | 9:10 |                   |